# محمد شيتا بك
كان الزعيم محمد شيتا بك (Mohammed Shitta-Bey) (1824-4 يوليو 1895)، المعروف باسم ذو النقود الحمراء (Olowo Pupa)،  أول من أطلق عليه اسم سيريكي مسلمي لاغوس (Seriki Musulumi of Lagos). كان رجل أعمال نيجيري مسلم بارز وأرستقراطي ومحسن، وكان منخرطًا في التجارة عبر لاغوس ومنطقة دلتا النيجر. كان أيضًا أحد رعاة مسجد شيتا بك في لاغوس، وعمل كقائد في مجتمع لاجوس المسلم حتى وفاته. 

## حياة مبكرة
وُلد محمد شيتا بك في قرية واترلو في سيراليون الإفريقية المحررة، للأبوين سالو وعائشة شيتا، الذين أعيدوا إلى وطنهم اليوروبا الذين أنقذهم أسطول غرب أفريقيا البريطاني من تجارة العبيد عبر الأطلسي وكانوا جزءًا من مجتمع أوكو محمدان في سيراليون. انتقل والدا شيتا بك من واترلو إلى خليج فوره حوالي عام 1831،  حيث أصبح والده إمامًا لمجتمع خليج فوره المسلم.  كان اسمه هو محمد شيتا. كان اسم «بك» لقبًا منحه إياه سلطان تركيا، عبد الحميد الثاني، تقديراً لعمل شيتا الخيري.  كان يُعرف أيضًا باسم ويليام شيتا.  على الرغم من تعميد شيتا عندما كان طفلاً من قبل مبشرين جمعية الإرسالية الكنسية (CMS) في فريتاون، فقد عاد إلى إيمان والده المسلم عندما هاجرت عائلة شيتا إلى بادغري في عام 1844.

## مهنة تجارية ونفوذ في لاغوس الاستعمارية
في عام 1852، أجبرت الأزمة في بادغري بين قوات أكيتوي وكوسوكو (حكام لاغوس) عائلة شيتا للانتقال إلى لاغوس. أصبح وكيلاً لشركتي بينوك والسادة ميلر.  استحوذ شيتا على قطعة أرض في إيجا، وهي بلدة على طول نهر النيجر، حيث أقام مصنعًا. بحلول عام 1881، حصل على باخرة لنقل البضائع من النيجر إلى الساحل. راكم ثروة كبيرة في تجارة السلع مثل العاج، وجوز الكولا، والأجوسي، وصمغ الكوبال، والجلود والملابس، وبنى سمعة طيبة.  شيتا أيضًا وسع أنشطته التجارية إلى سيراليون.
ارتفع تأثير شيتا أيضا لأنه كان وديا مع أوباس (لقب حكام لاغوس) دوسونموو وأويكان الأول. شغل منصب مستشار أوبا أويكان الأول، ومول ترشيح أويكان لعرش لاغوس حتى وافقت الحكومة الاستعمارية على خلافة أويكان لدوسونمو. كدليل على نفوذه السياسي، حدد القائم بأعمال الحاكم الاستعماري دينتون شيتا كقوة قوية تقاوم الإشراف على المدارس الإسلامية تحت إشراف مجلس التعليم البريطاني. بعد ذلك، رضخ شيتا لمعارضته للتعليم الغربي وانضم إلى أعضاء آخرين في المجتمع الإسلامي للترويج لفكرة مدرسة إسلامية تُدرّس مواد حديثة. حصل شيتا أيضًا على لقب "Olowo Pupa" (أو ذو النقود الحمراء) بسبب عملاته الذهبية الشهيرة. 

## الحياة الدينية
كان شيتا بك أيضًا فاعل خير تبرع بأموال لنمو الإسلام في لاغوس وسيراليون،  بتمويل بناء المساجد في كلا المكانين بما في ذلك مسجد جامع السلام في مدينة فولا بسيراليون.  كان مانحًا رئيسيًا لبناء مسجد لاغوس المركزي في عام 1873  وحمل لقب رئاسة سيريكي مسلمي لاغوس، مما جعله زعيمًا لمسلمي لاغوس. 

### بناء مسجد شيتا بك ومنح الإمبراطورية العثمانية لقب «بك»

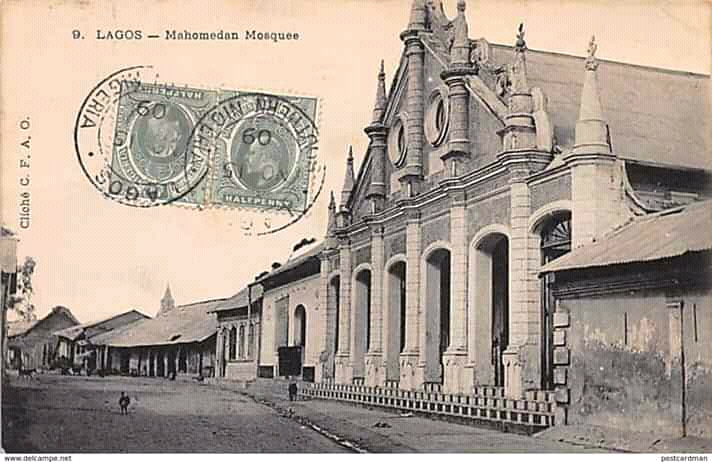
مسجد شيتا بك. حوالي عام 1902

قام محمد شيتا بتمويل بناء مسجد شيتا بك الشهير في عام 1891 بتكاليف أفاد مؤلفون مختلفون أنها تتراوح بين 3000 جنيه إسترليني  و 7000 جنيه إسترليني. تميز المسجد بهندسة معمارية ذات طابع أفريقي برازيلي أنشأها سينور جواو بابتيستا دا كوستا، وهو عائد برازيلي إلى لاغوس الذي ساعد باني من السكان الأصليين يُدعى سانوسي أكا. صمم سينور دا كوستا أيضًا نصب تايو أولوو التذكاري في لاغوس.
تم افتتاح مسجد شيتا بك في 4 يوليو 1894، في حفل ترأسه حاكم لاغوس، السير جيلبرت كارتر. ومن بين الحاضرين الآخرين أوبا أويكان الأول، وإدوارد ويلموت بلايدن، وعبد الله كويليام (الذي مثل السلطان عبد الحميد الثاني من الإمبراطورية العثمانية)، ومسيحيين بارزين من لاغوس مثل جيمس بينسون لابولو ديفيز، وجون أوتونبا بكن، وريتشارد بيل بليز. أحضر كويليام خطابًا معتمدًا إلى سلطان تركيا يطلب من مسلمي لاغوس تبني التعليم الغربي. 
في حفل إطلاق مسجد شيتا بك، تم تكريم محمد شيتا بلقب «بك»، وهو النيشان العثماني المجيدي من الدرجة الثالثة (أعلى درجة للمدني) من السلطان عبد الحميد الثاني. بعد ذلك، أصبح محمد شيتا معروفًا باسم شيتا بك. 

## الموت
توفي محمد شيتا بك بسبب الإنفلونزا في لاغوس في 4 يوليو 1895، بالضبط بعد عام واحد من إطلاق مسجد شيتا بك. 